# Slide Away (Miley Cyrus)
Slide Away is een nummer van de Amerikaanse zangeres Miley Cyrus uit 2019.
Het nummer gaat over een op de klippen gelopen relatie. Er wordt beweerd dat dit slaat op Cyrus' breuk met Liam Hemsworth. "Slide Away" werd in diverse landen een (bescheiden) hit. Zo bereikte het in de Amerikaanse Billboard Hot 100 de 47e positie. In zowel Nederland als Vlaanderen bereikte het nummer de eerste positie in de Tipparade.